# Öppna Moderater – Moderaternas hbt-förbund
Öppna Moderater – Moderaternas hbtq-förbund, är en organisation inom Moderaterna som arbetar med frågor som rör sexuella minoriteter, HBTQ. Förbundet har 14 distrikt, varav det största distriktet är Öppna Moderater Stockholm.

## Historik
Organisationen startades som ett nätverk 1979, då under namnet Gaymoderaterna. Den var då formellt fristående från partiet.
Under några år i slutet av 1990-talet låg verksamheten vilande innan den startades om 2001. Organisationen valde vid sin stämma 2003 att byta namn till Öppna Moderater  - moderaternas gaynätverk. Namnet valdes för att visa att nätverket arbetar för alla delar av hbtq-samhället och att organisationen är öppen för alla oavsett läggning eller identitet så länge man delar de moderata grundvärderingarna. År 2012 ombildades organisationen till "Öppna Moderater – Moderaternas hbt-förbund" med tillhörande distriktsorganisation, och blev därmed mer formellt en del av Nya Moderaterna med motionsrätt inom partiet. (Observera att förkortningen "HBT" enligt förbundets stadgar skall anges med gemener i organisationens namn.)

## Verksamhet
Öppna Moderater arbetar både inom Moderaterna och externt. Syftet är att påverka Moderaterna och moderata beslutsfattare runt om i landet att driva en hbtq-politik med fokus på mångfald, likabehandling och individens rätt. Organisationen har varit pådrivande i en rad frågor och det var Öppna Moderater som skrev den motion om att införa könsneutrala äktenskap i Sverige som vid Moderaternas partistämma 2007 bifölls – vilket därmed blev Moderaternas politik. Öppna Moderater arrangerar tillsammans med Moderaterna varje år kampanjer och arrangemang i samband med Pride-festivaler i Stockholm (Stockholm Pride), Göteborg (West Pride), Malmö (Regnbågsfestivalen) och på en rad andra platser över hela landet. 
Öppna Moderater är på Europanivå medlemmar i European Centre-Right LGBT+ Alliance ett nätverk av hbtq-organisationer inom EPP partier från nio olika länder.  

## Befattningshavare
Ordförande i den nationella förbundsstyrelsen är Tobias Björk som valdes 2023. Nätverket har en vice ordförande, för närvarande Joakim Storeide. Bland tidigare styrelseledamöter finns bland annat den tidigare migrationsministern Tobias Billström.

## Ordförande genom åren
- Ole-Jörgen Persson, 2001–2004
- Anita Hillerström Vagli, 2004–2007
- Christer G. Wennerholm, 2007–2011
- Fredrik Saweståhl, 2011–2019
- Kim Nilsson, 2019–2023
- Tobias Björk, 2023–